# Riding shotgun
Riding shotgun est une expression anglaise qui désigne le fait de voyager sur le siège passager avant d'une automobile, dans la culture populaire anglo-saxonne à forte influence américaine.

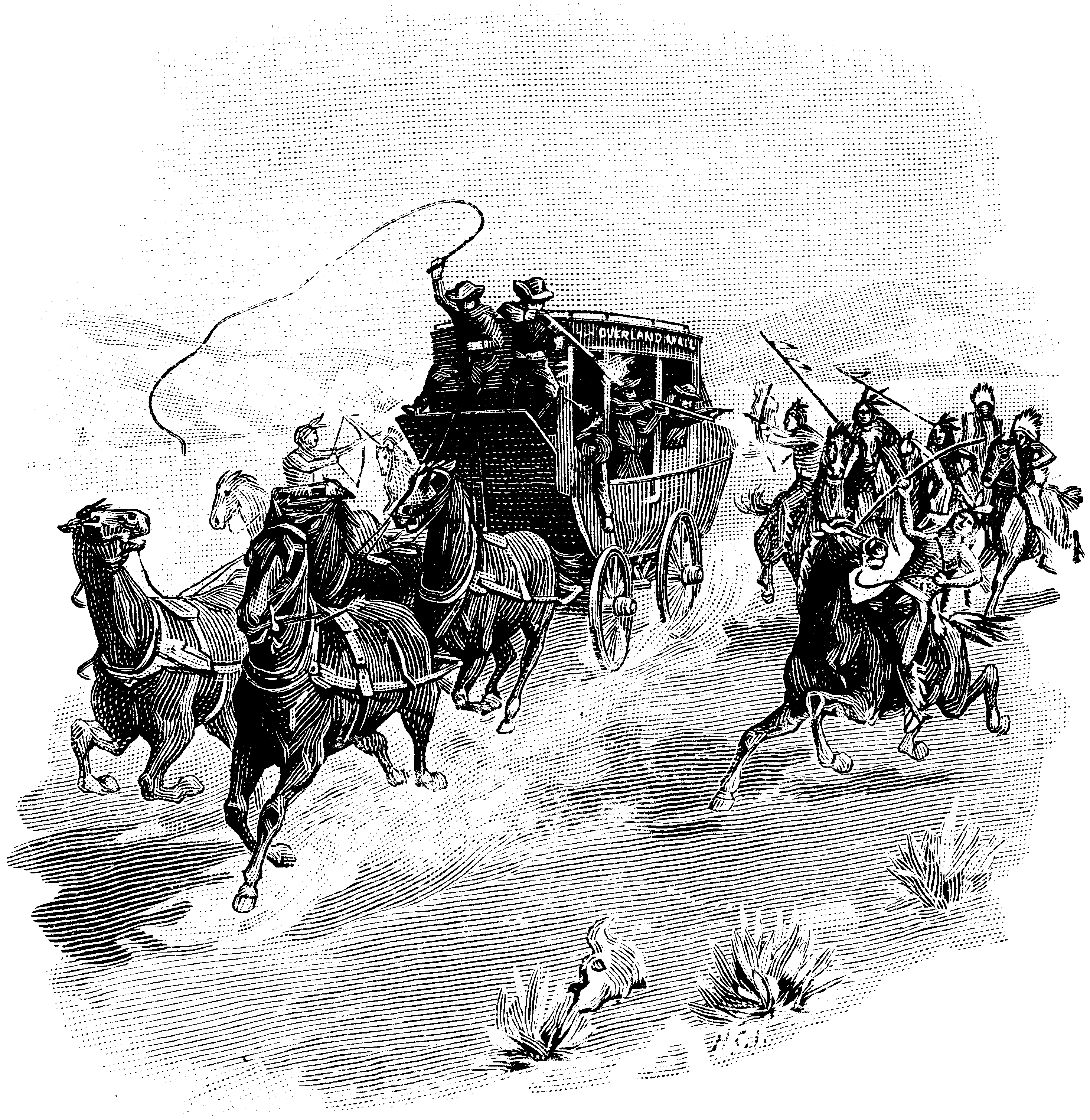
Le conducteur de la diligence et son « shotgun » repoussant une attaque.

Dans la tradition contemporaine, afin de réclamer ce siège, la personne doit « demander le shotgun » (call shotgun) en se conformant à un ensemble de règles informelles,. Cette pratique est couramment utilisée aux États-Unis, au Canada, en Nouvelle-Zélande et en Australie, et de là s'est popularisée dans plusieurs pays européens comme l'Islande, l'Irlande, le Danemark et le Royaume-Uni, ainsi que d'autres pays avec de larges populations parlant anglais, tels que l'Afrique du Sud.
L'expression équivalente française est la place du mort qui vient des statistiques mortelles des accidents de voiture.

## Histoire
La première référence écrite connue du « shotgun » est apparue le 27 mars 1921, dans la section western de fiction appelée « Magazine of Fiction », du Washington Post. Cette courte nouvelle intitulée « The Fighting Fool » fut écrite par Dane Coolidge, en 1918. L'expression y est utilisée pour désigner le fait d'être passager - dans ce cas, un garde, armé, d'une diligence, à côté du cocher. Les historiens ont été incapables de retrouver une quelconque utilisation du terme « riding shotgun » à l'époque du Far West. Mais à cette époque, un « shotgun messenger » désignait effectivement un garde armé engagé pour escorter un train ou une diligence, assis habituellement à la gauche, puisque le conducteur s'asseyait à la droite, près du frein. L'utilisation de l'expression référant aux automobiles est popularisée en 1954 dans la série télévisée Gunsmoke
De nos jours, plusieurs passagers automobiles considèrent que le siège passager avant est préférable aux sièges arrière, en grande partie grâce au plus grand espace pour les jambes, à une vue non-obstruée sur la route et un accès à l'appareillage audio du véhicule et au système d'air climatisé. Un autre avantage est l'entrée et la sortie du véhicule qui est souvent plus facile, spécialement avec les voitures deux portes. De plus, certains passagers trouvent que voyager à l'avant réduit le mal des transports. Il y a aussi la tradition familiale où les adultes voyagent à l'avant et les enfants à l'arrière, une tradition renforcée par l'installation récente des coussins gonflables de sécurité (« air bag ») dans le tableau de bord qui peuvent être dangereux pour les jeunes enfants.